# Лукоморье (журнал)
Лукоморье — русский еженедельный иллюстрированный литературно-художественный и сатирический журнал начала XX века. Издавался в Санкт-Петербурге с 1914 по 1917 год.
Издатель — русский писатель и драматург М. А. Суворин.
Главным редактором первоначально был писатель и журналист А. М. Ренников (Селитренников), с № 18 — сам Суворин, а последние несколько месяцев — драматург и журналистка суворинского круга Наталья Юльевна Жуковская-Лисенко (1874—1940).
Особое внимание журнал уделял событиям Первой мировой войны, которые иллюстрировались известными художниками (в частности, А. Афанасьев, Я. Вебер, И. Грабовский, Д. Митрохин, Г. Нарбут, К. Трохименко, П. Щербов), печатал повести, рассказы и стихи известных писателей того времени (С. Городецкий, А. Плюшков).
В 1914 году «Лукоморье» рассылался подписчикам приостановленного журнала «Сатирикон».
Осенью 1915 года из журнала со скандалом ушли 11 постоянных авторов (С. Ауслендер, М. Долинов, Г. Иванов, Н. Киселев, Н. Кузнецов, М. Кузмин, В. Мозалевский, А. Рославлев, Б. Садовской, Ю. Слёзкин, Ф. Сологуб). Впрочем, Кузмин и Иванов вскоре снова вошли в состав авторов.
Последний номер вышел в сентябре 1917 года.
В 1972 году литературовед В. П. Вильчинский в работе «Литература 1914—1917 годов» писал, о политике редакции журнала:

Придерживалось «подчеркнуто-воинственного, крикливо-патриотического направления; сдержанного к ней (войне) отношения»; «проводило разъяснение политики большевиков, раскрытие правды о войне широким народным массам»…— Вильчинский В.П. Литература 1914 - 1917 годов // Судьбы русского реализма / Под редакцией К.Д. Муратовой. Л.: Наука, 1972. 290 с. С. 228-276.